# Словаччина на пісенному конкурсі Євробачення
Словаччина брала участь у Пісенному конкурсі «Євробачення» сім разів, починаючи з 1994 року. Дебют міг відбутися у 1993 році, проте країна не пройшла відбірковий раунд, організований для держав колишнього Східного блоку. Найкращим результатом Словаччини вважається 18-е місце, яке здобув Марсель Палондер з піснею «Kým nás máš» у 1996 році. Через низькі результати країна не брала участі у конкурсах 1995 та 1997 років, а також з 1999 по 2008 роки. Після повернення у 2009 році Словаччина жодного разу не проходила до фіналу та не брала участі з 2013 року.

## Історія участі

### До участі
У період існування Чехословаччини, Чехословацьке телебачення (ČST) кілька разів транслювало Пісенний конкурс «Євробачення» протягом 1960-х, 1970-х, 1980-х і початку 1990-х років. Карел Ґотт, один із найпопулярніших чехословацьких артистів, представляв Австрію на конкурсі 1968 року, що відбувся у Лондоні, Велика Британія. Крім того, Празький театр світлових малюнків із чеської столиці виступив як інтервальний акт у 1984 році. Чехословаччина деякий час була членом Європейської Мовної Спілки (ЄМС) до свого розпаду в 1992 році.

### Дебют і перший період участі (1993–1998)
Словаччина планувала взяти участь у конкурсі 1993 року, але через появу нових країн було проведено попередній відбірковий етап для скорочення кількості нових заявок. Відбірковий конкурс «Kvalifikacija za Millstreet» відбувся 3 квітня 1993 року та був організований телекомпанією RTVSLO в Любляні, Словенія. У конкурсі взяли участь сім країн колишнього Східного блоку, які боролися за три місця у фіналі. Словаччину представляв гурт Elán з піснею «Amnestia na neveru», який був відібраний внутрішньо, і посів 4-е місце, лише на 1 бал відстаючи від Хорватії для кваліфікації. Незважаючи на невдачу, STV відправила коментаторську команду до Міллстріта і транслювала конкурс на головному каналі мовника.
Перша офіційна участь Словаччини відбулася у 1994 році, коли країну представляв гурт Tublatanka з піснею «Nekonečná pieseň» та зайняв 19-е місце з 15 балами — (3 від Греції та 12 від Мальти). Через низький результат країна не брала участь у Євробаченні 1995 та не транслювала конкурс.
У 1996 році Словаччина повернулася на конкурс. Через зростання кількості країн, які бажали взяти участь, ЄМС запровадила відбірковий раунд, що проходив у форматі аудіо. Посівши 17-е місце серед 29 учасників, Марсель Палондер з піснею «Kým nás máš» пройшов до фіналу, де зайняв 18-е місце з 19 балами. На сьогодні це найкращий результат Словаччини на конкурсі.
У 1998 році STV організувала національний відбір «Братиславська ліра 1998», конкурс, який проводився ще за часів Чехословаччини, але був відновлений для вибору представника Словаччини на Євробачення. 7 червня 1997 року Катаріна Гаспрова здобула перемогу та предсталяла країну з піснею «Modlitba», яку обрали внутрішньо. Співачка посіла 21-е місце у Бірмінгемі та отримала 8 балів від Хорватії.

### Перший період відсутності (1999–2008)
Через низький минулорічний результат Словаччина не брала участь у конкурсі 1999 року. Однак, попри плани повернутися, країна відмовилася від участі через фінансові проблеми. У 2000-х роках STV здебільшого ігнорувала Пісенний конкурс «Євробачення». Після дебюту Чехії у 2007 році програмний директор Словацького телебачення Петер Ліптак заявив 11 травня, що STV хотіла б взяти участь у конкурсі 2008 року, але через брак фінансових ресурсів Словаччина не повернулася.

### Другий період участі (2009–2012)
24 вересня 2008 року STV оголосила про своє повернення на Євробачення у 2009 році. Програмний директор STV Роман Ліптак заявив, що тиск з боку артистів був основним мотивом повернення країни. Словаччина організувала національний відбір «Європісня 2009», у якому перемогли Каміл Микульчик і Нела Поціскова з піснею «Leť tmou». У другому півфіналі конкурсу в Москві дует зайняв передостаннє, 18-е місце та отримав 8 балів, тим самим не пройшовши до фіналу. 
У 2010 році країну представляла Крістіна Пелакова з піснею «Horehronie». Попри те, що співачка була фаворитом букмекерів та шанувальників, вона не пройшла до фіналу, посівши 16-е місце з 24 балами у першому півфіналі.
У 2011 році телекомпанія RTVS була представлена як новий національний громадський мовник Словаччини. 18 лютого 2011 року поп-дует TWiiNS, що складається із сестер-близнят Даніели та Вероніки Нізлових, був обраний представляти країну з піснею «I'm Still Alive». У 2008 році вони брали участь у Євробаченні як бек-вокалістки представниці Чехії Терези Керндлової. У другому півфіналі конкурсу 2011 року TWiiNS фінішували 13-ми та не пройшли до фіналу.
У 2012 році Макс Джейсон Май зайняв останнє, 18-е місце у другому півфіналі з піснею «Don't Close Your Eyes» та здобув найгірший результат Словаччини на Євробаченні.

### Другий період відсутності (2013–нині)
4 грудня 2012 року RTVS оголосила про відмову від участі у конкурсі 2013 року, що започаткувало перерву, яка триває донині. Однак RTVS повернулася на «Євробачення Юних Танцюристів» у 2015 році, пояснюючи це тим, що їхня участь сприяла розвитку національної культури на європейському рівні. PR-менеджер RTVS Юрай Кадаш у квітні 2016 року пояснив, що відсутність Словаччини на конкурсі з 2012 року була викликана не поганими результатами, а радше витратами, пов’язаними з участю. Це було підтверджено у травні 2023 року Філіпом Пуховським з PR-відділу RTVS, який додав, що якщо Словаччина повернеться на конкурс, то артисту, ймовірно, доведеться самостійно фінансувати участь, а не за рахунок мовника.
8 серпня 2023 року керівник відділу маркетингових комунікацій RTVS Зузана Віцелова заявила, що мовник розглядає можливість повернення у 2025 році після реструктуризації фінансової моделі мовника словацьким урядом за підтримки генерального директора Любоша Махая. Наступного місяця Махай оголосив, що мовник активно працює над забезпеченням фінансування, необхідного для участі у конкурсі 2025 року. 8 квітня 2024 року RTVS оголосила, що не повернеться у 2025 році через скорочення бюджету, що поставило під загрозу будь-яке можливе повернення країни.

## Учасники Євробачення від Словаччини
Умовні позначення
     Переможець
     Друге місце
     Третє місце
     Четверте місце
     П'яте місце
     Останнє місце
     Автоматичний фіналіст
     Не пройшла до фіналу
     Участь скасовано
     Не брала участі
| Рік                               | Місце проведення | Виконавець                       | Пісня                   | Мова            | Переклад                 | Фінал                      | Фінал                      | Півфінал       | Півфінал       |
| Рік                               | Місце проведення | Виконавець                       | Пісня                   | Мова            | Переклад                 | Місце                      | Бали                       | Місце          | Бали           |
| --------------------------------- | ---------------- | -------------------------------- | ----------------------- | --------------- | ------------------------ | -------------------------- | -------------------------- | -------------- | -------------- |
| 1993                              | Мілстріт         | Elán                             | «Amnestia na neveru»    | словацька       | Амністія за невірність   | Не вдалося кваліфікуватися | Не вдалося кваліфікуватися | 4-е            | 50             |
| 1994                              | Дублін           | Tublatanka                       | «Nekonečná pieseň»      | словацька       | Нескінченна пісня        | 19-е                       | 15                         | Без півфіналів | Без півфіналів |
| 1995                              | Дублін           | Не брала участь                  | Не брала участь         | Не брала участь | Не брала участь          | Не брала участь            | Не брала участь            | Без півфіналів | Без півфіналів |
| 1996                              | Осло             | Марсель Палондер                 | «Kým nás máš»           | словацька       | Поки ми є                | 18-е                       | 19                         | 17-е           | 38             |
| 1997                              | Дублін           | Не брала участь                  | Не брала участь         | Не брала участь | Не брала участь          | Не брала участь            | Не брала участь            | Без півфіналів | Без півфіналів |
| 1998                              | Бірмінгем        | Катаріна Гаспрова                | «Modlitba»              | словацька       | Молитва                  | 21-е                       | 8                          | Без півфіналів | Без півфіналів |
| Не брала участь у 1999-2008 роках |                  |                                  |                         |                 |                          |                            |                            |                |                |
| 2009                              | Москва           | Каміл Микульчик і Нела Поціскова | «Leť tmou»              | словацька       | Політ крізь темряву      | Не вдалося кваліфікуватися | Не вдалося кваліфікуватися | 18-е           | 8              |
| 2010                              | Осло             | Крістіна Пелакова                | «Horehronie»            | словацька       | Горегроні                | Не вдалося кваліфікуватися | Не вдалося кваліфікуватися | 16-е           | 24             |
| 2011                              | Дюссельдорф      | TWiiNS                           | «I'm Still Alive»       | англійська      | Я все ще жива            | Не вдалося кваліфікуватися | Не вдалося кваліфікуватися | 13-е           | 48             |
| 2012                              | Баку             | Макс Джейсон Май                 | «Don't Close Your Eyes» | англійська      | Не заплющуйте своїх очей | Не вдалося кваліфікуватися | Не вдалося кваліфікуватися | 18-е           | 22             |
| Не брала участь у 2013-2025 роках |                  |                                  |                         |                 |                          |                            |                            |                |                |

## Пісні за мовою
| Пісні | Мова       | Роки                               |
| ----- | ---------- | ---------------------------------- |
| 6     | Словацька  | 1993, 1994, 1996, 1998, 2009, 2010 |
| 2     | Англійська | 2011, 2012                         |

## Процес відбору
| Роки      | Процес відбору                                         |
| --------- | ------------------------------------------------------ |
| 1993–1994 | Внутрішній відбір                                      |
| 1996      | Внутрішній відбір                                      |
| 1998      | Братиславська ліра (Учасник) Внутрішній відбір (Пісня) |
| 2009–2010 | Європісня                                              |
| 2011–2012 | Внутрішній відбір                                      |

## Пов'язана участь

### Глави делегації
Кожен мовник, який бере участь у Пісенному конкурсі «Євробачення», призначає голову делегації як контактну особу ЄМС та голову своєї делегації на заході. До складу делегації, чиї розміри можуть сильно відрізнятися, входять керівник преси, виконавці, автори пісень, композитори, бек-вокалісти тощо.
| Рік       | Глава делегації | Прим.  |
| --------- | --------------- | ------ |
| 2011–2012 | Яна Майорова    | [ 14 ] |

| Рік       | Глава преси | Прим.  |
| --------- | ----------- | ------ |
| 2011–2012 | Алон Амір   | [ 15 ] |

### Костюмери
| Рік  | Костюмер       | Прим.  |
| ---- | -------------- | ------ |
| 2011 | Лучія Сенашова | [ 16 ] |

### Диригенти
У період з 1993 по 1998 рік Словаччина щороку посилала на конкурс своїх диригентів, доки в 1999 році ЄМС не виключила оркестр.
| Рік  | Диригент          | Прим.  |
| ---- | ----------------- | ------ |
| 1993 | Володимир Валович | [ 18 ] |
| 1994 | Володимир Валович | [ 17 ] |
| 1996 | Юрай Бур'ян       | [ 19 ] |
| 1998 | Володимир Валович | [ 20 ] |

### Коментатори та речники
| Рік       | Телебачення                                            | Телебачення       | Радіо                    | Радіо                                                                        | Речник            |
| Рік       | Канал                                                  | Коментатор        | Радіостанція             | Коментатор                                                                   | Речник            |
| --------- | ------------------------------------------------------ | ----------------- | ------------------------ | ---------------------------------------------------------------------------- | ----------------- |
| 1965      | ČST                                                    | Невідомо          | Не транслювали           | Не транслювали                                                               | Не брали участь   |
| 1966      | ČST                                                    | Володимир Дворжак | Не транслювали           | Не транслювали                                                               | Не брали участь   |
| 1967      | ČST                                                    | Володимир Дворжак | Не транслювали           | Не транслювали                                                               | Не брали участь   |
| 1968      | ČST                                                    | Мирослав Горнічек | Не транслювали           | Не транслювали                                                               | Не брали участь   |
| 1969      | ČST                                                    | Невідомо          | Не транслювали           | Не транслювали                                                               | Не брали участь   |
| 1970–1980 | Не транслювали                                         | Не транслювали    | Не транслювали           | Не транслювали                                                               | Не брали участь   |
| 1981      | ČST2                                                   | Невідомо          | Не транслювали           | Не транслювали                                                               | Не брали участь   |
| 1982      | ČST1                                                   | Невідомо          | Не транслювали           | Не транслювали                                                               | Не брали участь   |
| 1983      | ČST2                                                   | Невідомо          | Не транслювали           | Не транслювали                                                               | Не брали участь   |
| 1984      | ČST2                                                   | Невідомо          | Не транслювали           | Не транслювали                                                               | Не брали участь   |
| 1985      | ČST2                                                   | Невідомо          | Не транслювали           | Не транслювали                                                               | Не брали участь   |
| 1986      | ČST2                                                   | Невідомо          | Не транслювали           | Не транслювали                                                               | Не брали участь   |
| 1987–1990 | Не транслювали                                         | Не транслювали    | Не транслювали           | Не транслювали                                                               | Не брали участь   |
| 1991      | S1                                                     | Невідомо          | Не транслювали           | Не транслювали                                                               | Не брали участь   |
| 1992      | F1                                                     | Невідомо          | Не транслювали           | Не транслювали                                                               | Не брали участь   |
| 1993      | STV2                                                   | Невідомо          | Не транслювали           | Не транслювали                                                               | Не брали участь   |
| 1994      | STV2                                                   | Невідомо          | Не транслювали           | Не транслювали                                                               | Юрай Чурний       |
| 1995      | Не транслювали                                         | Не транслювали    | Не транслювали           | Не транслювали                                                               | Не брали участь   |
| 1996      | STV2                                                   | Невідомо          | Не транслювали           | Не транслювали                                                               | Альона Герибанова |
| 1997      | STV2                                                   | Невідомо          | Не транслювали           | Не транслювали                                                               | Не брали участь   |
| 1998      | STV2                                                   | Невідомо          | Не транслювали           | Не транслювали                                                               | Альона Герибанова |
| 1999–2008 | Не транслювали                                         | Не транслювали    | Не транслювали           | Не транслювали                                                               | Не брали участь   |
| 2009      | Dvojka                                                 | Роман Бомбош      | Не транслювали           | Не транслювали                                                               | Любомир Баяник    |
| 2010      | Dvojka                                                 | Роман Бомбош      | Не транслювали           | Не транслювали                                                               | Любомир Баяник    |
| 2011      | Jednotka (1-ий півфінал, Фінал) Dvojka (2-ий півфінал) | Роман Бомбош      | Rádio FM                 | Роман Бомбош                                                                 | Марія Петрова     |
| 2012      | Jednotka                                               | Роман Бомбош      | Rádio Slovensko Rádio FM | Роман Бомбош (Rádio Slovensko) Даніель Балаж та Павол Губінак (Rádio FM)     | Марія Петрова     |
| 2013      | Не транслювали                                         | Не транслювали    | Rádio FM                 | Даніель Балаж та Павол Губінак                                               | Не брали участь   |
| 2014      | Не транслювали                                         | Не транслювали    | Rádio FM                 | Даніель Балаж, Павол Губінак та Юрай Кемка                                   | Не брали участь   |
| 2015      | Не транслювали                                         | Не транслювали    | Rádio FM                 | Даніель Балаж, Павол Губінак та Юрай Кемка                                   | Не брали участь   |
| 2016      | Не транслювали                                         | Не транслювали    | Rádio FM                 | Даніель Балаж, Павол Губінак та Юрай Кемка                                   | Не брали участь   |
| 2017      | Не транслювали                                         | Не транслювали    | Rádio FM                 | Даніель Балаж, Павол Губінак та Юрай Кемка                                   | Не брали участь   |
| 2018      | Не транслювали                                         | Не транслювали    | Rádio FM                 | Даніель Балаж, Павол Губінак, Юрай Малічек, Ела Толстова та Селеста Бекінгем | Не брали участь   |
| 2019      | Не транслювали                                         | Не транслювали    | Rádio FM                 | Даніель Балаж та Павол Губінак                                               | Не брали участь   |
| 2021      | Не транслювали                                         | Не транслювали    | Rádio FM                 | Даніель Балаж, Люсія Гаверлик, Павол Губінак та Юрай Малічек                 | Не брали участь   |
| 2022      | Не транслювали                                         | Не транслювали    | Не транслювали           | Не транслювали                                                               | Не брали участь   |
| 2023      | Не транслювали                                         | Не транслювали    | Rádio FM                 | Даніель Балаж, Люсія Гаверлик, Павол Губінак та Юрай Малічек                 | Не брали участь   |
| 2024      | Не транслювали                                         | Не транслювали    | Rádio FM                 | Даніель Балаж, Люсія Гаверлик, Павол Губінак та Юрай Малічек                 | Не брали участь   |

## Галерея

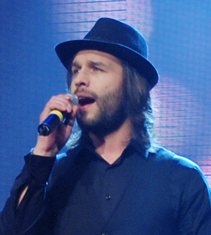
Каміл Микульчик у Москві (2009)
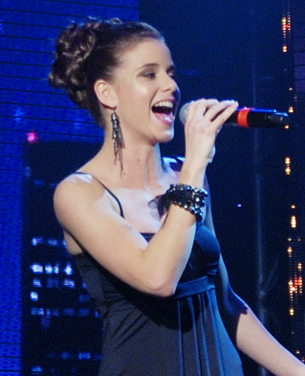
Нела Поціскова у Москві (2009)
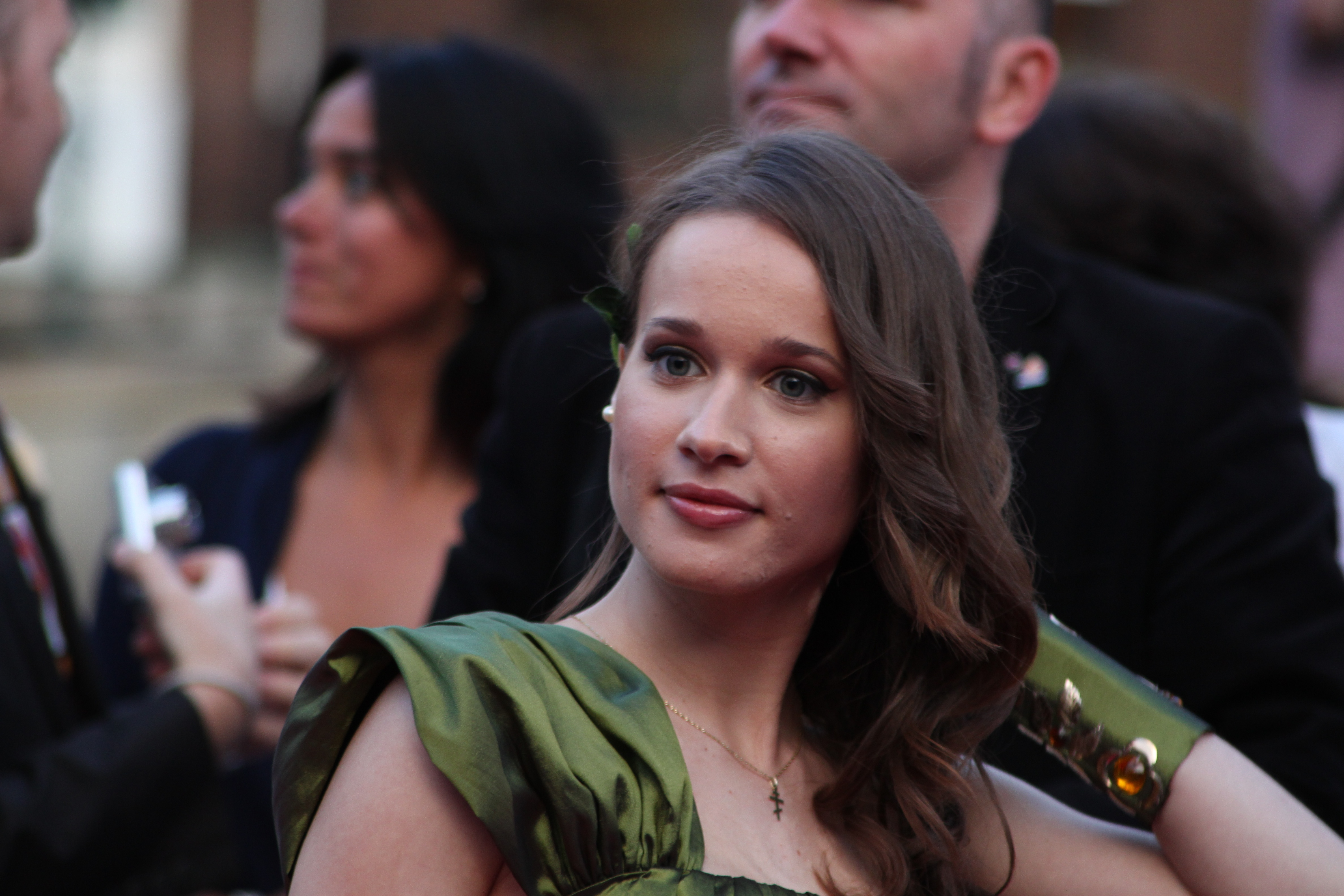
Крістіна Пелакова в Осло (2010)
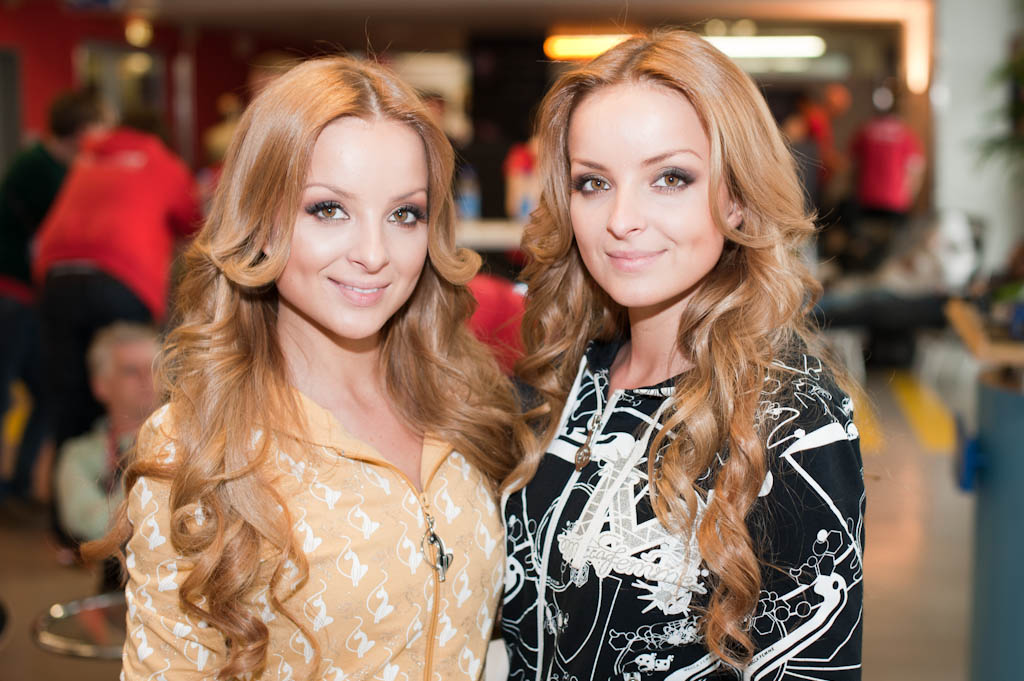
TWiiNS у Дюссельдорфі (2011)
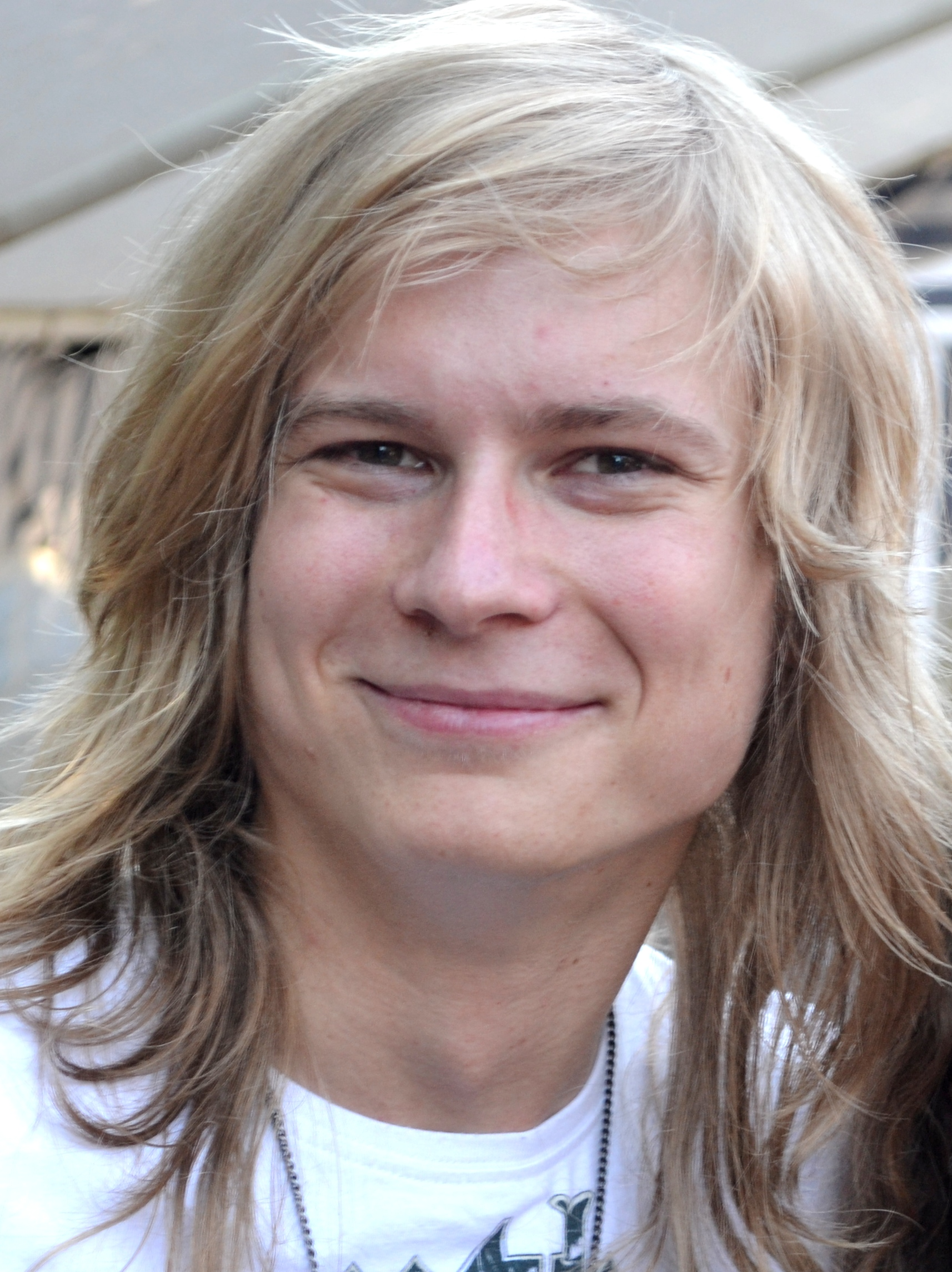
Макс Джейсон Май у Баку (2012)

## Статистика голосувань (1994–2012)
| № | Дано     | Дано | Отримано | Отримано |
| № | Країни   | Бали | Країни   | Бали     |
| - | -------- | ---- | -------- | -------- |
| 1 | Мальта   | 34   | Мальта   | 20       |
| 2 | Естонія  | 30   | Хорватія | 8        |
| 3 | Хорватія | 27   | Греція   | 7        |
| 4 | Швеція   | 26   | Польща   | 5        |
| 5 | Ірландія | 25   | Іспанія  | 2        |

## Нотатки
1. ↑  Був проведений відбірковий раунд для нових країн, які хотіли дебютувати на конкурсі 1993 року. Словаччина не змогла вийти з цього раунду та була вилучена ЄМС зі списку виступів країн у Мілстріті.
2. ↑  Rádio FM скасувало трансляцію конкурсу за день до фіналу через проблеми зі здоров’ям одного з коментаторів.